# Лонжевиль-ле-Сент-Авольд
Лонжеви́ль-ле-Сент-Аво́льд (фр. Longeville-lès-Saint-Avold) — коммуна во французском департаменте Мозель региона Лотарингия. Относится к кантону Фолькемон.

## Географическое положение
Лонжевиль-ле-Сент-Авольд расположен в 34 км к востоку от Меца и в 3 км к западу от Сент-Авольд в природном лесном регионе Варндт. Соседние коммуны: Порселет на севере, Лопиталь на северо-востоке, Сент-Авольд на востоке, Лодрефан и Триттлен-Редлаш на юге, Бамбидерстроф на юго-западе, Зиммен и Бушпорн на северо-западе.
В окрестностях города берёт начало Россель, приток Саар.

### Заповедник летучих мышей
В окрестностях Лонжевиля на 79 га раскинулся региональный природоохранный парк летучих мышей, которые водятся здесь в изобилии благодаря многочисленным гротам. В парке встречаются большой подковонос, большая ночница, трёхцветная ночница, длинноухая ночница и европейская широкоушка.

## История
- Следы галло-романской культуры.
- Современное поселение возникло в VI веке в домене аббатства бенедиктинцев и называлось Сен-Мартен-де-Гландьер (Saint-Martin-de-Glandières).
- Коммуна бывшего герцогства Лотарингия.
- В 1766 году вошёл во Французское королевство.
- В 1871 году Лонжевиль-ле-Сент-Авольд по франкфуртскому договору отошёл к Германской империи. В 1918 году после поражения Германии в Первой мировой войне вновь вошёл в состав Франции в департамент Мозель.

## Демография
По переписи 2008 года в коммуне проживал 3761 человек.

## Достопримечательности
- Замок XVII века и аббатство Сен-Мартен-де-Гландьер, в настоящее время переделаны в дом престарелых.
- Церковь Сен-Мань, неоготика, построена в 1889 году.